# مولومبیمبی
مولومبیمبی (به انگلیسی: Mullumbimby) یک منطقهٔ مسکونی در استرالیا است که در Ballina واقع شده‌است.